# Édouard Jeanmaire
Édouard Jeanmaire est un peintre suisse né à La Chaux-de-Fonds en 1847 et mort à Genève en 1916, connu notamment pour ses peintures représentant les paysages des Montagnes neuchâteloises et du Jura.

## Biographie
Édouard Jeanmaire est né dans une famille bourgeoise de La Chaux-de-Fonds, son père était horloger et avait ouvert son propre atelier dans cette ville. Son enfance se passe principalement dans sa vile d'origine. À douze ans, il est placé dans une ferme au Val-de-Ruz, puis il fréquente le gymnase de Neuchâtel où il compte parmi ses collègues de classe Philippe Godet et Robert Comtesse, respectivement futurs écrivain célèbre et Conseiller Fédéral, qui resteront, leurs vies durant, de proches amis du peintre,. Il termine son éducation dans le pensionnat morave de Kornthal en Allemagne, ses premiers dessins datent des années passées dans ce pensionnat. Il débute ensuite un apprentissage de peintre sur émail chez un patron de sa ville natale. Il suit ce dernier lorsqu'il part s’installer à Genève et c’est dans cette ville que s’éveille vraiment chez Jeanmaire sa vocation artistique puisqu'il y suit les cours de peinture à l'Académie des beaux-arts. En 1869, il part à Paris pour se perfectionner, mais bientôt la guerre franco-allemande qui sévit l’oblige à rentrer précipitamment au pays. Vers 1870, il  abandonne son métier de décorateur sur cadran pour s’adonner entièrement à ses passions : la gravure et la peinture sur chevalet. Il se fait rapidement un nom et bientôt il pourra effectivement vivre de son art. Il participe régulièrement aux expositions organisées par les amis des arts à Genève, à Neuchâtel et à La Chaux-de-Fonds.
Il contracte un premier mariage en 1870, mais sa jeune épouse, Louisa Bugnot, meurt après quelques années de vie commune, non sans lui laisser un fils. Édouard Jeanmaire se remarie bientôt avec Eugénie Laval, une jeune genevoise d’origine savoyarde. C’est à cette époque qu’il achète une maison à Genève, située Cour Saint-Pierre, tout près de la cathédrale. Peu après, il hérite d’un domaine agricole, propriété de sa mère située à la Joux-Perret sur la commune de La Chaux-de-Fonds. Dès lors, le jeune couple habitera alternativement dans les deux lieux, passant l’été dans les Montagnes neuchâteloises et l’hiver à Genève. Avec sa nouvelle épouse, Édouard Jeanmaire aura également un fils. À partir de 1898, le couple avec son fils, se rend fréquemment à Tortin, dans la vallée de Nendaz. Les dernières années du peintre sont assombries par la maladie de son épouse, victime d’une congestion cérébrale.
Édouard Jeanmaire meurt à Genève le 13 avril 1916, après quelques mois de maladie.

## Œuvres

### Peintures

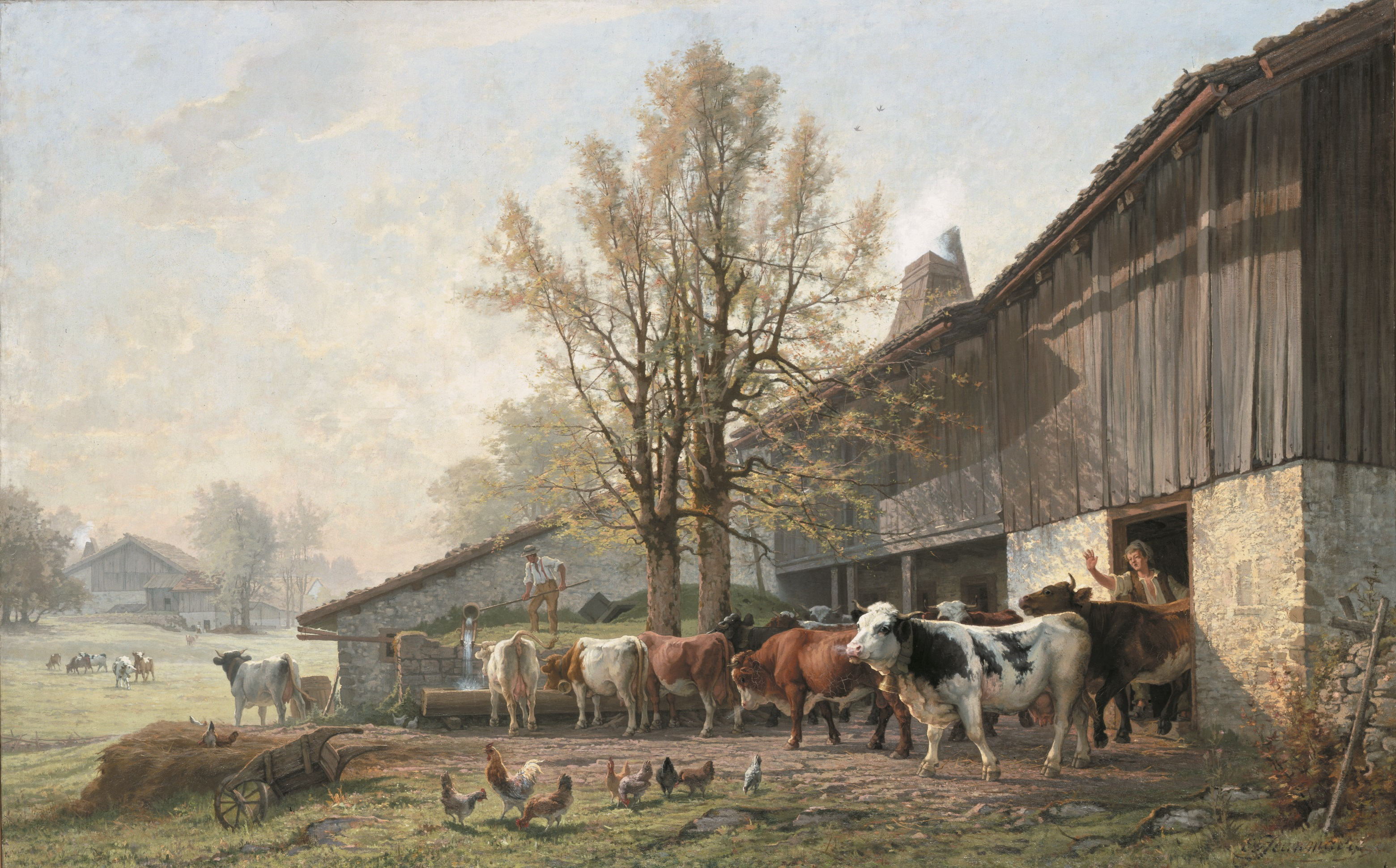
Édouard Jeanmaire, Sortie de l'étable, non daté (vers 1880), Musée des beaux-arts de La Chaux de Fonds

Édouard Jeanmaire a beaucoup peint et il a pu vivre confortablement de la vente de ses œuvres, notamment dans les années 1880, le public et les acheteurs l’apprécient particulièrement comme peintre naturaliste, interprète de la nature jurassienne. Plus de 2000 tableaux, certains de grand format, sont  sortis de ses pinceaux. La nature a toujours été son inspiratrice et il a atteint une virtuosité impressionnante dans le rendu de scène de genre, tels les couchers de soleil, les ciels nuageux ou encore les intérieurs de forêts. Les fermes neuchâteloises – la sienne et les autres – ont été pour Jeanmaire un autre sujet de prédilection, tout comme les arbres, sapins ou feuillus. La plupart de ses meilleurs œuvres, tels : « La rentrée du troupeau » au Musée des Monts sur le Locle, « Le calme des pâturages à  La Joux-Perret » au Musée des Beaux-Arts de Neuchâtel, « La sortie de l’étable » au Musée des Beaux-Arts de La Chaux-de-Fonds ou encore « Le soleil se couche » au Musée paysan et artisanal et paysan de la même ville, sont illustrées par des troupeaux vivants et colorés.
Sa fidelité à la nature, au motif, lui ont souvent valu des critiques lui reprochant son immobilisme en peinture en comparaison des multiples courants de l'époque et notamment face aux peintres suisses comme Ferdinand Hodler. Signalons qu'après 1906, ses œuvres sont refusées aux différentes expositions de Neuchâtel et de La Chaux-de-Fonds, il organise alors de nombreuses expositions privées chez lui, que ce soit à Genève ou à La Joux-Perret.
Si les scènes jurassiennes ont assis la renommée du peintre, on ne doit pas négliger pour autant d’autres facettes de sa peinture. De ses déplacements, notons la série de tableaux illustrant Tortin et ses sommets, ainsi que le voyage au Spitzberg et à Porquerolles. Il a également effectué plusieurs voyages d'étude : il se rend ainsi en Algérie en 1881, aux Pays-Bas en 1882 ainsi dans la vallée du Nil en 1906, constituant des cartables de dessins témoins de ces voyages. La production de peintures et dessins faite lors des voyages de Jeanmaire ou lors de ses séjours à Tortin se démarque des peintures jurassiennes par les couleurs et par les formes ; cependant, le peintre reste fidèle au motif et à ce qu'il voit.
Une particularité propre à Jeanmaire est qu’il remplissait le dos de ses tableaux de commentaires divers : description des sites illustrés, conditions de travail au moment du repérage ou simplement les états d’âme de l’artiste.

### Gravures et dessins
Édouard Jeanmaire se lance dans les années 1870 dans la gravure à l'eau-forte, qu'il considère comme une extension de la peinture sur émail. Il produit rapidement pour la commune de Genève un guide de la ville, illustré de gravures et de dessins. Il produit même un ouvrage en 1876, sorte de manuel, expliquant le procédé qu'il suit pour produire ses gravures. Sa production s'arrête en 1911.
Ses dessins servent parfois de modèles pour ses tableaux. Mais le dessin est également pour le peintre une discipline à part entière, il illustre ainsi plusieurs ouvrages et produits de nombreux dessins lors de ses voyages et au Jura.

### Œuvres principales (collections publiques)

Édouard Jeanmaire, Cuisine à la Joux-Perret, non daté (vers 1902), Musée des beaux-arts de La Chaux-de-Fonds

- Édouard Jeanmaire, Cuisine à la Joux-Perret, non daté (vers 1902), Musée des beaux-arts de La Chaux-de-FondsTaureau, 1856, dessin à la mine de plomb, 22,5x24,9 cm, Bibliothèque de la Ville, La Chaux-de-Fonds.
- Le ramoneur et le pâtissier, 1881, huile sur toile, 60x72 cm, Musée des beaux-arts, Le Locle.
- La sortie de l'étable, 1882, huile sur toile, 142x227 cm, Musée des beaux-arts, La Chaux-de-Fonds.
- Le calme des pâturages, 1883-1884, huile sur toile, 141x226 cm, Musée d'art et d'histoire, Neuchâtel.
- Le soleil se couche, 1884, huile sur toile, 220x125 cm, Musée paysan et artisanal, La Chaux-de-Fonds.
- La sieste sous les sapins, 1884, huile sur toile marouflée sur carton, 30x45 cm, Home de la Sombaille, La Chaux-de-Fonds.
- Enterrement à La Joux-Perret, 1888, huile sur toile, 146,5x228 cm, Musée des beaux-arts, Le Locle[4][5].
- La bénédiction des troupeaux à Tortin, 1899, huile sur toile, 140x113 cm, Musée d'art et d'histoire, Fribourg.
- Cuisine à la Joux-Perret, vers 1902, huile sur toile, 73.5x100.5cm, Musée des beaux-arts de La Chaux-de-Fonds
- Bords du Nil après Boulak, Le Caire, 1906, huile sur toile marouflée sur carton, 41x59 cm, Musée d'art et d'histoire, Neuchâtel.
- Paysage de La Joux-Perret, 1908, huile sur toile, 185x270 cm, Musée d'horlogerie du Locle - Château des Monts, Le Locle.
- Cross Bay, Spitzberg, 1912, dessin à la mine de plomb avec rehauts de craie blanche et crayons de couleur, 27x36,8 cm, Musée et Château de Valangin.
- Le jury du peintre, sans date, huile sur toile, 70x100 cm, Commune de Couvet.